# 오델로 (1995년 영화)
《오델로》(영어: Othello)는 영국에서 제작된 올리버 파커 감독의 1995년 드라마 영화이다. 로런스 피시번 등이 출연하였고, 데이비드 배런 등이 제작에 참여하였다.

## 출연진
- 로런스 피시번
- 이렌 자코브
- 케네스 브래나
- 너새니얼 파커
- 마이클 멀로니
- 애나 패트릭
- 니컬러스 패럴
- 인드라 오베이
- 마이클 신
- 존 새비던트
- 피에르 바네크
- 가브리엘레 페르체티

## 기타 제작진
- 미술: 팀 하비
- 의상: 캐럴라인 해리스